# Kabinett Millerand I

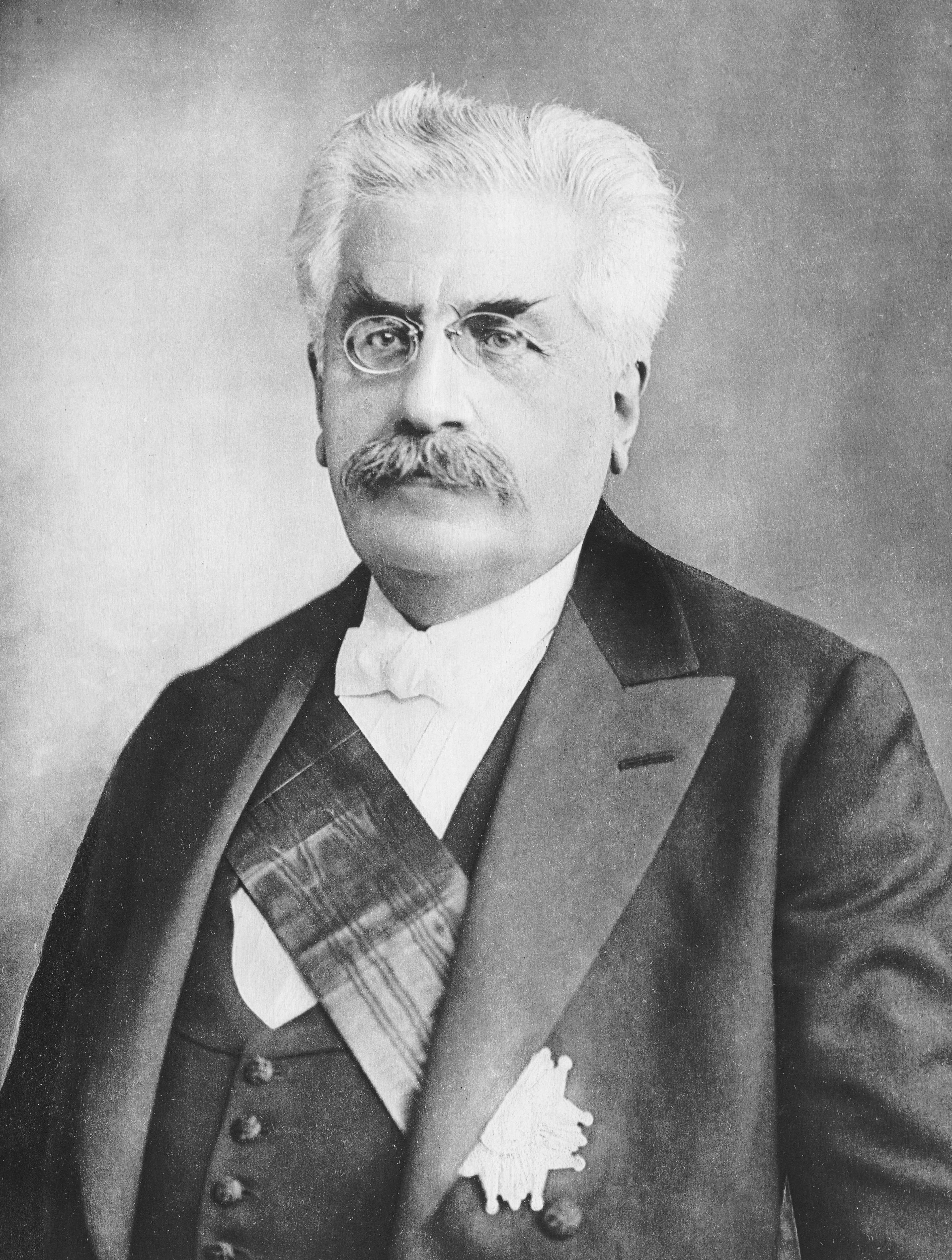
Alexandre Millerand (1920)

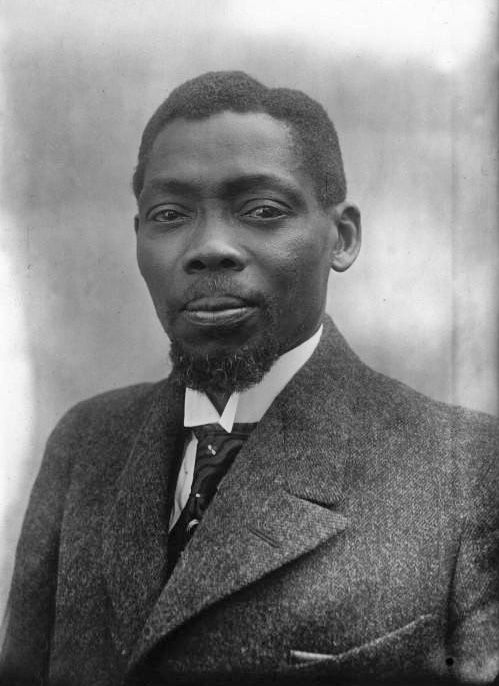
Generalkommissar Blaise Diagne 1921

Das erste Kabinett Millerand war eine Regierung der Dritten Französischen Republik. Es wurde am 20. Januar 1920 von Premierminister (Président du Conseil) Alexandre Millerand gebildet und löste das Kabinett Clemenceau II ab. Es blieb bis zum 18. Februar 1920 im Amt und wurde vom Kabinett Millerand II abgelöst.
Dem Kabinett gehörten Minister des Bloc national (Fédération républicaine (FR), Alliance républicaine démocratique (ARD), Radicaux indépendants (RI)) sowie die Parti républicain-socialiste (PRS) und Parti républicain, radical et radical-socialiste (PRRRS) an.

## Kabinett
Dem Kabinett gehörten folgende Minister an:
- Premierminister: Alexandre Millerand
- Außenminister: Alexandre Millerand
- Justizminister: Gustave Lhopiteau (RI)
- Minister des Inneren: Théodore Steeg (PRRRS)
- Finanzen: Frédéric François-Marsal (FR)
- Kriegsminister: André Lefèvre[1] (ARD)
- Minister für Marine: Adolphe Landry (ARD)
- Minister für die Kolonien: Albert Sarraut (PRRRS)
- Minister für Arbeit: Paul Jourdain[2] (ARD)
- Minister für öffentlichen Unterricht und Kunst: André Honnorat[3] (ARD)
- Minister für Handel und Industrie: Auguste Isaac[4] (FR)
- Minister für Renten, Prämien und Kriegszulagen: André Maginot (ARD)
- Minister für Landwirtschaft: Joseph-Honoré Ricard[5]
- Minister für öffentliche Arbeiten: Yves Le Trocquer (ARD)
- Minister für die befreiten Regionen: Émile Ogier
- Minister für Gesundheit, Wohlfahrt und Sozialfürsorge: Jules-Louis Breton[6] (PRS)
- Generalkommissar für Benzin und Brennstoffe: Henry Bérenger (PRRRS)
- Generalkommissar für die troupes noires[A 1]: Blaise Diagne (PRS)

### Unterstaatssekretäre
Dem Kabinett gehörten folgende Sous-secrétaires d’État an:
- Premierminister und Äußeres: Charles Reibel[7] (ARD)
- Innenministerium: Robert David[8] (ARD)
- Finanzministerium: Emmanuel Brousse[9] (ARD)
- Technische Bildung: Pierre Coupat[10]
- Verpflegung: Robert Thoumyre[11] (ARD)
- Landwirtschaft: Henri Queuille (PRRRS)
- Post und Telegraphie: Louis Deschamps (ARD)
- Bergbau und Wasserkraft: Antoine Borrel[12] (PRS)
- Luftfahrt und Luftverkehr: Pierre-Étienne Flandin (ARD)
- Häfen, Handelsmarine und Fischerei: Paul Bignon[13] (ARD)

## Historische Einordnung
Am 24. Januar wurde die Kommission für die Reparationszahlungen gebildet. Ein Dekret vom 27. Januar 1920 führte zur Einrichtung des Hohen Rates für Geburtenfragen im Ministerium für Hygiene, Fürsorge und soziale Vorsorge. In seinem 1922 veröffentlichten offiziellen Bericht führte dieser aus: „Die Einführung oder der Verbleib von nordafrikanischen Arbeitern und allen anderen Arbeitern, die nicht der weißen Rasse angehören oder eine andere Mentalität als die unsere haben, in unserem nationalen Mutterland erscheint sowohl für die körperliche als auch für die geistige Gesundheit unserer Rasse schädlich.“
Das Kabinett Millerand trat zurück, als der neue Staatspräsident Paul Deschanel sein Amt nach der Wahl vom Januar 1920 angetreten hatte und wurde von diesem erneut berufen.